# Futebol na Espanha

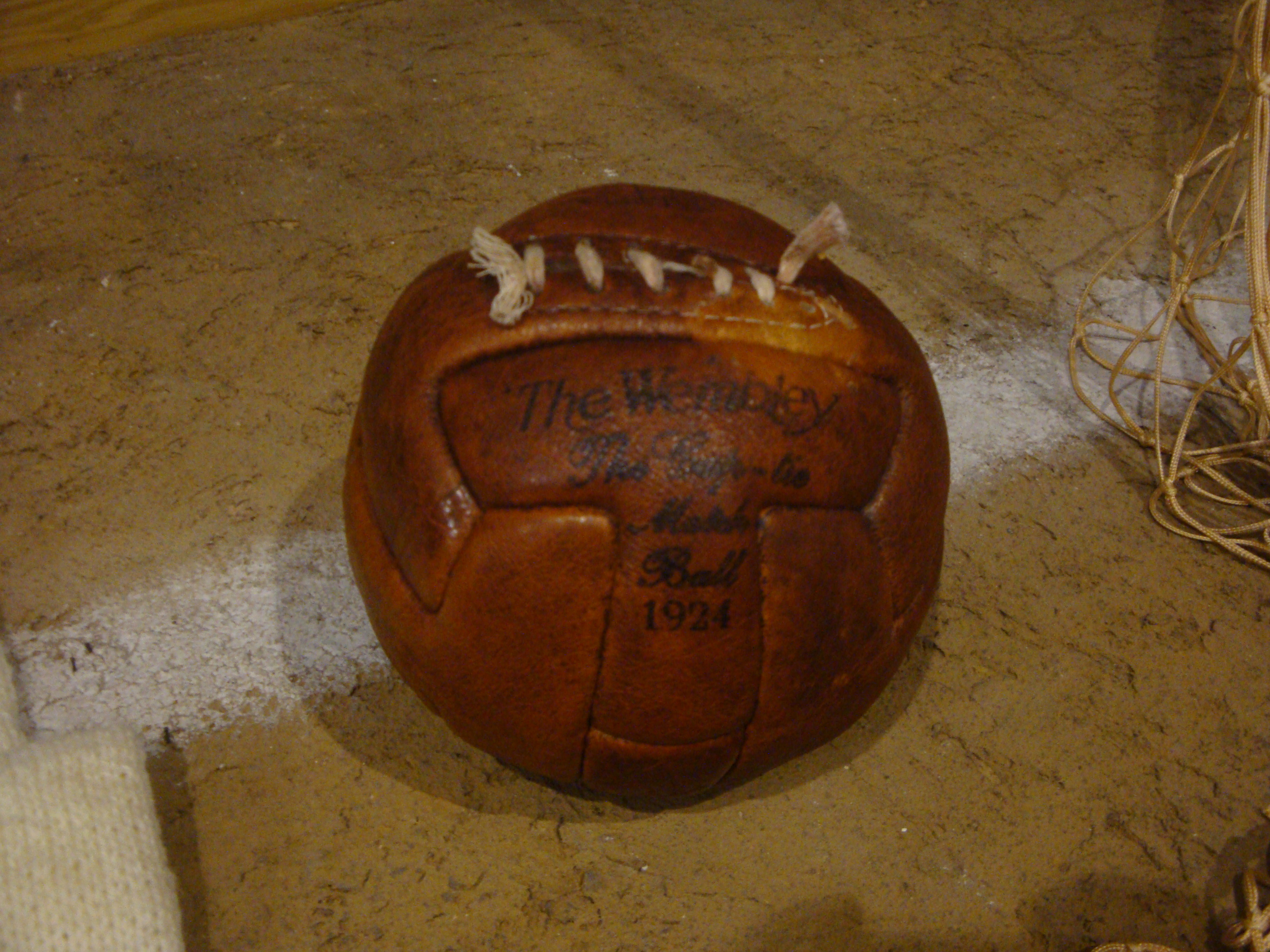
Uma das primeiras bolas de futebol (1924).

O futebol é considerado o esporte mais popular na Espanha. É o que tem mais jogadores federados (692.094 em 2016) e o segundo mais praticado a nível popular e recreativo (em 2005 o praticavam 31,7% dos espanhóis), segundo um estudo do Conselho Superior de Esportes do Ministério da Educação e Ciência.
Os maiores campeões espanhóis são o Real Madrid, com trinta e cinco títulos, seguido por Barcelona, com vinte e sete títulos, Atlético de Madrid, com onze títulos, Athletic Bilbao, com oito títulos, e Valencia com seis títulos.
São campeões da Liga dos Campeões da UEFA, a principal competição continental, Real Madrid, o maior campeão no geral com quatorze conquistas, e o Barcelona, com cinco, o quinto com mais títulos de campeão. Sagraram-se vice-campeões o Atlético de Madrid, por três vezes, isoladamente o clube que mais vezes foi vice-campeão sem nunca ter conquistado a Liga dos Campeões,  e o Valencia, por duas.

## História
O futebol moderno foi introduzido na Espanha no final do século XIX por uma combinação de trabalhadores imigrantes britânicos, marinheiros visitantes e estudantes espanhóis vindos da Grã-Bretanha..
Os clubes de futebol mais antigos da Espanha são o Recreativo de Huelva e o Sevilla FC. Embora o Gimnàstic de Tarragona tenha sido formado em 1886, o clube não formou um time de futebol real até 1914. O primeiro jogo oficial de futebol disputado na Espanha ocorreu em Sevilha, em 8 de março de 1890, no Hipódromo de Tablada. O Sevilla FC jogou contra o Recreativo de Huelva. Com exceção de dois jogadores espanhóis no time de Huelva e outros dois jogadores no time de Sevilha, todos os jogadores de ambos os lados eram britânicos. O Sevilla FC venceu por 2-0.

## Seleção Espanhola de Futebol (La Roja)
Na Espanha, as equipes regionais, principalmente o time de futebol da Catalunha, o time de futebol do País Basco e até o time de futebol da Galiza, começaram a competir entre si a partir de 1915. Apesar de não serem oficialmente reconhecidas pela FIFA, essas equipes regionais ainda jogam amistosos com alguns jogadores da seleção nacional jogando pelas duas equipes. Alguns governos autônomos e setores sociais nas comunidades históricas (especialmente na Catalunha e no País Basco) preferem chamar suas equipes regionais de seleções nacionais, ao mesmo tempo em que afirmam participar de torneios internacionais.

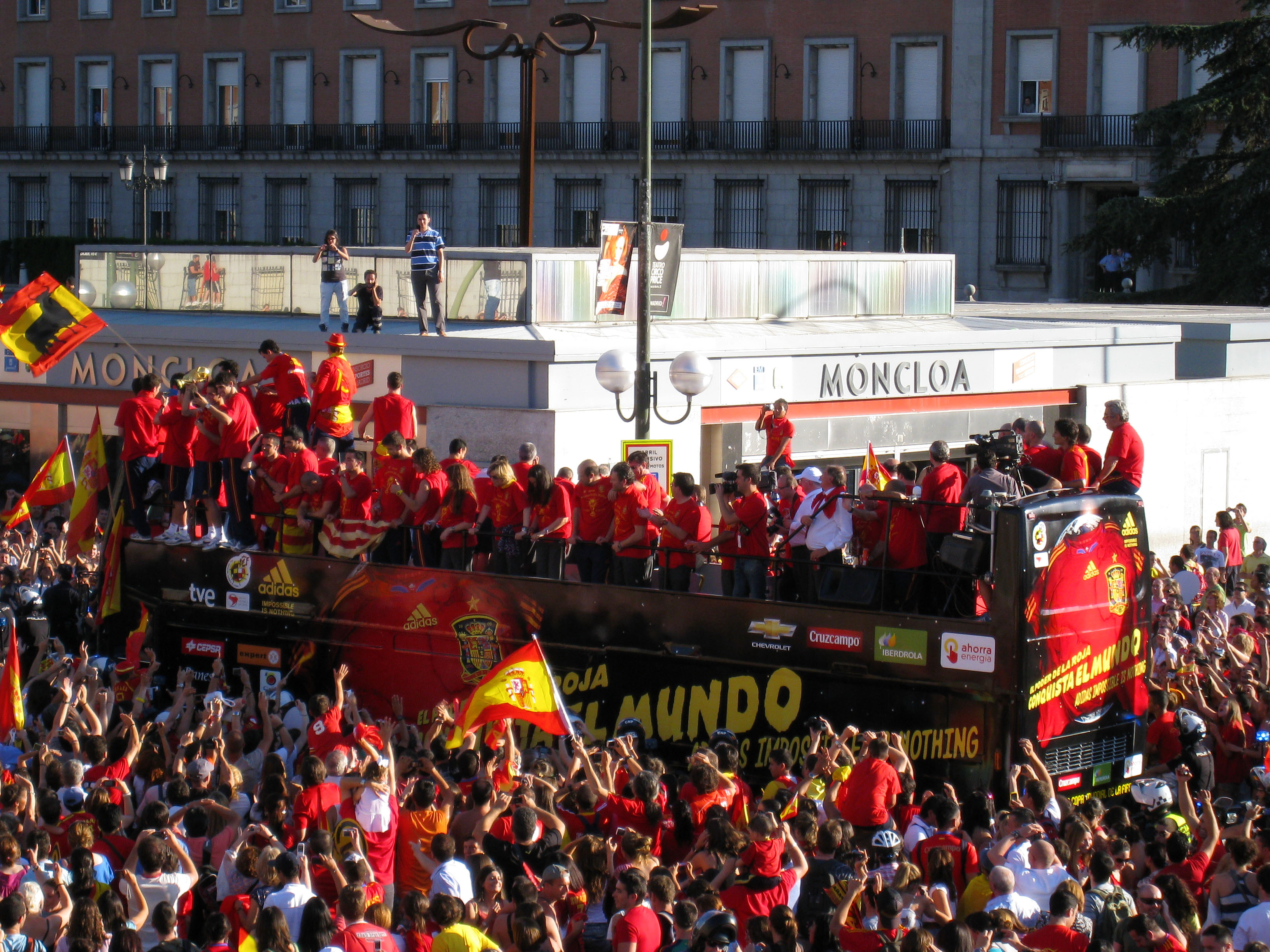
Celebração da vitória na Copa do Mundoem Madrid. 12 de julho 2010.

A seleção da Espanha, conhecida como La selección (em inglês: The selection) ou La Roja (em inglês: The Red), estreou internacionalmente nos Jogos Olímpicos de 1920 na Bélgica e conquistou a medalha de prata. Desde então, a seleção espanhola participou de um total de quinze das vinte e uma Copas do Mundo da FIFA e nove dos quatorze do Campeonato da Europa da UEFA. Historicamente, a seleção espanhola não alcançou resultados importantes em termos de troféus nem desenvolveu um estilo de jogo atraente. Surpreendentemente, esse fato contrasta com o enorme sucesso obtido pelos principais clubes de futebol espanhóis no nível europeu. No entanto, os triunfos da seleção espanhola em 2008 e 2012 no Campeonato Europeu e na Copa do Mundo da FIFA 2010, com um estilo de jogo atraente, marcaram um ponto de inflexão que dividiu a história da seleção espanhola em duas partes.
A seleção espanhola de futebol foi a vencedora da equipe do ano da FIFA em 2008, 2009, 2010, 2011, 2012 e 2013, bem como a vencedora do Laureus World Sports Award por equipe do ano em 2011.
A seleção espanhola de futebol ganhou quatro troféus nos torneios da FIFA e da UEFA: uma Copa do Mundo da FIFA em 2010 e três do Campeonato da Europa de 1964, 2008 e 2012. Além disso, foi vice-campeã do Campeonato da Europa de 1984 e na Copa das Confederações da FIFA em 2013.

## Competições de clubes de futebol
Atualmente, as três competições mais importantes entre clubes da Espanha são La Liga, a Copa del Rey e a Supercopa de Espanha. Outras competições extintas foram a Copa da Liga, a Copa Eva Duarte e a Copa do Presidente da Federação Espanhola de Futebol. Até um total de dezesseis clubes foram vencedores de algumas das competições oficiais da Espanha ao mais alto nível, e o FC Barcelona é o clube mais premiado com setenta e quatro títulos nacionais.
O sistema da liga espanhola de futebol consiste em várias ligas ligadas hierarquicamente por promoção e rebaixamento. Além disso, a Taça da Federação Real Espanhola é uma competição de futebol para equipes da Segunda Divisão B, da Divisão Tercera e, às vezes, do Preferente Regional que não se classificaram ou foram eliminadas na primeira rodada da Copa del Rey.